# Torero
|  | Denne artikel er oprettet af botten PalnaBot ud fra en ekstern database. Den kan derfor have sproglige fejl eller mangler. Denne skabelon kan fjernes efter kontrol af indholdet. |

Torero er en dokumentarfilm instrueret af Kristoffer Kiørboe efter manuskript af Kristoffer Kiørboe.

## Handling
'Torero' er en lille episk film om faderen og ex-matadoren Miguel Abelláns indre opgør med dét tyrefægterkald, han har forplantet i sin søn. Lille Miguel går i fars fodspor og har opnået alt dét faderen måtte opgive, da han på tragisk vis, mistede benet i arenaen. Under kampene er alt på spil, dér kæmper far i ligeså høj grad som søn. Men prisen kan være ubærlig høj - døden.